# Liste der Kulturgüter in Mumpf
Die Liste der Kulturgüter in Mumpf enthält alle Objekte in der Gemeinde Mumpf im Kanton Aargau, die gemäss der Haager Konvention zum Schutz von Kulturgut bei bewaffneten Konflikten, dem Bundesgesetz vom 20. Juni 2014 über den Schutz der Kulturgüter bei bewaffneten Konflikten sowie der Verordnung vom 29. Oktober 2014 über den Schutz der Kulturgüter bei bewaffneten Konflikten unter Schutz stehen.
Objekte der Kategorien A und B sind vollständig in der Liste enthalten, Objekte der Kategorie C fehlen zurzeit (Stand: 1. Januar 2023). Unter übrige Baudenkmäler sind weitere geschützte Objekte zu finden, die in der Bau- und Nutzungsordnung der Gemeinde verzeichnet und nicht bereits in der Liste der Kulturgüter enthalten sind.

## Kulturgüter
| Foto | | Objekt                                                                                               | Kat. | Typ | Standort                        | Beschreibung |
| ---- | --- | --- | ---- | --- | ------------------------------- | ------------ |
| BW   | Datei hochladen · Wikidata zu Chapf, prähistorische Siedlung (Q19362366)                                                      | Chapf (prähistorische Siedlung) KGS-Nr.: 09562                                                       | A    | F   | Lindenweg 636291 / 265930       |              |
| ja   | Datei hochladen · Wikidata zu Gasthaus Anker, spätrömisches Kleinkastell, Teil der spätrömischen Rheinbefestigung (Q19362367) | Gasthaus Anker, spätrömisches Kleinkastell, Teil der spätromanischen Rheinbefestigung KGS-Nr.: 09563 | A    | F   | Hauptstrasse 93 635950 / 266350 |              |
| BW   | Datei hochladen · Wikidata zu Auf Zelgli (spätrömische Gräber) (Q105717356)                                                   | Auf Zelgli (spätrömische Gräber) KGS-Nr.: 15611                                                      | B    | F   | Hauptstrasse 635526 / 266600    |              |

## Übrige Baudenkmäler
| ID   | Foto |                                                                  | Objekt                          | Typ | Standort                                      | Beschreibung |
| ---- | ---- | ---------------------------------------------------------------- | ------------------------------- | --- | --------------------------------------------- | ------------ |
| 1    | ja   | Datei hochladen · Wikidata zu Ehemaliges Pfarrhaus (Q105717791)  | Ehemaliges Pfarrhaus            | G   | Hauptstrasse 75 636100 / 266291               |              |
| 2    | ja   | Datei hochladen · Wikidata zu Kreuz (Q105718110)                 | Kreuz                           | K   | Kirchplatz 636495 / 266244                    |              |
| 901  | ja   | Datei hochladen · Wikidata zu Pfarrkirche St. Martin (Q14759804) | Pfarrkirche St. Martin          | G   | Hauptstrasse 16.4 636461 / 266234             |              |
| 902  | ja   | Datei hochladen                                                  | Ehemaliger Säckingerhof         | G   | Säckingerhof 1 636475 / 266188                |              |
| 903  | ja   | Datei hochladen                                                  | Ehemaliges Bauernhaus           | G   | Hauptstrasse 23 636516 / 266188               |              |
| 904  | ja   | Datei hochladen                                                  | Ehemaliges Bauernhaus           | G   | Hauptstrasse 8 636556 / 266210                |              |
| 905  | ja   | Datei hochladen                                                  | Bauernhaus                      | G   | Hauptstrasse 19 636543 / 266185               |              |
| 906  | ja   | Datei hochladen                                                  | Bauernhaus                      | G   | Säckingerhof 2 636421 / 266166                |              |
| 907  | ja   | Datei hochladen                                                  | Ehemaliges Bauernhaus           | G   | Hauptstrasse 33 636381 / 266212               |              |
| 908  | ja   | Datei hochladen                                                  | Bauernhaus                      | G   | Graubühlstrasse 2 636167 / 266197             |              |
| 910  | ja   | Datei hochladen                                                  | Bauernhaus                      | G   | Hauptstrasse 79 636045 / 266305               |              |
| 911  | ja   | Datei hochladen                                                  | Villa/Arzthaus                  | G   | Hauptstrasse 85 636008 / 266322               |              |
| 912  | ja   | Datei hochladen                                                  | Wohnhaus mit angebauter Scheune | G   | Hauptstrasse 89 635974 / 266332               |              |
| 913  | ja   | Datei hochladen                                                  | Wohnhaus                        | G   | Hauptstrasse 135 635546 / 266552              |              |
| 914  | ja   | Datei hochladen                                                  | Steinbogenbrücke                | G   | Fähriweg 636423 / 266219                      |              |
| 915A | ja   | Datei hochladen                                                  | Brunnen                         | K   | Graubühlstrasse 636179 / 266181               |              |
| 915B | ja   | Datei hochladen                                                  | Brunnen                         | K   | Schulgasse 636336 / 266157                    |              |
| 915C | ja   | Datei hochladen                                                  | Brunnen                         | K   | Hauptstrasse 636380 / 266239                  |              |
|      | ja   | Datei hochladen                                                  | Wegkreuz                        | K   | Burgmattstrasse/Vordermattweg 636062 / 266217 |              |

Legende: Siehe Legende der Liste der Kulturgüter von nationaler und regionaler Bedeutung. Anstelle der KGS-Nummer wird als Objekt-Identifikator (ID) die Inventar- oder Gebäudenummer in der Bau- und Nutzungsordnung der Gemeinde verwendet.